# Williams FW06
Williams FW06 — гоночный автомобиль команды Williams, участвовавший в гонках Формулы-1 в сезонах 1978 и 1979 годов, и в британском чемпионате Ф-1 1979 и 1980 годов.

## История
Из-за ограниченности бюджета и людских ресурсов, при разработке FW06 конструктору команды Williams Патрику Хэду пришлось максимально упростить конструкцию и постараться сделать её надёжной. Все узлы машины конструировались таким образом, чтобы свести к минимуму вероятность поломки и облегчить работу механикам и гонщикам.
Однако именно надёжностью машина и не отличалась, что привело к многочисленным сходам в гонках. За рулём FW06 только один гонщик смог набирать очки на этапах чемпионата мира - Алан Джонс, которому удалось набрать 11 баллов, лишь однажды финишировав на подиуме. Учтя этот опыт, Хэд ещё больше внимания уделил проверкам всех узлов нового автомобиля, разработанного для сезона 1979 — FW07.
Но на этом история модели не закончилась. Следуя по стопам Джон Сёртиса и Майка Хейлвуда, в автогонках на машинах класса Формула-1 решил принять участие знаменитый мотогонщик Джакомо Агостини (15-кратный чемпион мира). Он приобрёл Williams FW06 и участвовал на нём в британском чемпионате Ф-1 1979 и 1980 годов с собственной командой. А в 1979 году на трассе Брэндс-Хэтч Агостини вместе с другими пилотами британского чемпионата Ф1 принял участие в Гонке чемпионов — внезачётном заезде Формулы-1. Он финишировал одиннадцатым, в двух кругах от победителя гонки Жиля Вильнёва. Также в британском чемпионате Ф1 на этой модели участвовали ещё пять пилотов (включая Леллу Ломбарди и Джимакса) в 1979 и 1980 годах.

## Результаты в гонках
| Год  | Шасси         | Двигатель         | Шины | Пилоты    | 1    | 2    | 3    | 4    | 5    | 6   | 7   | 8    | 9   | 10   | 11   | 12   | 13   | 14  | 15  | 16  | Место | Очки |
| ---- | ------------- | ----------------- | ---- | --------- | ---- | ---- | ---- | ---- | ---- | --- | --- | ---- | --- | ---- | ---- | ---- | ---- | --- | --- | --- | ----- | ---- |
| 1978 | Williams FW06 | Ford Cosworth DFV | G    |           | АРГ  | БРА  | ЮАР  | СШЗ  | МОН  | БЕЛ | ИСП | ШВЕ  | ФРА | ВЕЛ  | ГЕР  | АВТ  | НИД  | ИТА | США | КАН | 9     | 11   |
| 1978 | Williams FW06 | Ford Cosworth DFV | G    | Джонс     | Сход | 14   | 4    | 7    | Сход | 10  | 8   | Сход | 5   | Сход | Сход | Сход | Сход | 13  | 2   | 9   | 9     | 11   |
| 1979 | Williams FW06 | Ford Cosworth DFV | G    |           | АРГ  | БРА  | ЮАР  | СШЗ  | ИСП  | БЕЛ | МОН | ФРА  | ВЕЛ | ГЕР  | АВТ  | НИД  | ИТА  | КАН | США |     | 2     | 75   |
| 1979 | Williams FW06 | Ford Cosworth DFV | G    | Джонс     | 9    | Сход | Сход | 3    |      |     |     |      |     |      |      |      |      |     |     |     | 2     | 75   |
| 1979 | Williams FW06 | Ford Cosworth DFV | G    | Регаццони | 10   | 15   | 9    | Сход |      |     |     |      |     |      |      |      |      |     |     |     | 2     | 75   |

| Легенда к таблице |                                                                    |
| --- | ------------------------------------------------------------------ |
| В таблице перечислены результаты всех Гран-при Формулы-1, в которых использовался автомобиль. Строками таблицы являются сезоны, столбцами — этапы чемпионата мира. В каждой клетке указаны сокращённое название этапа и результат, дополнительно обозначенный цветом. Расшифровка обозначений и цветов представлена в нижеследующей таблице. |                                                                    |
| \| Пример \| Описание \| \| ------------ \| ------------------------------------------------------------------ \| \| 1 \| Победитель \| \| 2 \| Второе место \| \| 3 \| Третье место \| \| 5 \| Финишировал, заработав очки \| \| Сход \| Не финишировал, но при этом заработал очки \| \| 12 \| Финишировал, не получив очков \| \| НКЛ \| Финишировал, но не попал в финальную классификацию \| \| 15 \| Участвовал вне зачёта, либо по отдельной классификации \| \| 18 \| Не финишировал, но попал в финальную классификацию \| \| Сход \| Не финишировал \| \| НКВ \| Не прошёл квалификацию \| \| НПКВ \| Не прошёл предквалификацию \| \| ДСК \| Дисквалифицирован \| \| ИСК \| Исключён из протокола соревнований \| \| ТТ \| Заявлен для участия только в тренировках \| \| НС \| Участвовал в квалификации, но не стартовал в гонке \| \| Т \| Травмирован или болен \| \| ОТК \| Отказ от участия \| \| НТР \| Прибыл на соревнования, но на трассу не выезжал \| \| НПР \| Был заявлен в числе участников, но не прибыл к началу соревнований \| \| О \| Соревнования отменены \| \| \| Не участвовал \| \| Поул-позиция \| \| \| Быстрый круг \| \| |                                                                    |
| Пример | Описание                                                           |
| 1 | Победитель                                                         |
| 2 | Второе место                                                       |
| 3 | Третье место                                                       |
| 5 | Финишировал, заработав очки                                        |
| Сход | Не финишировал, но при этом заработал очки                         |
| 12 | Финишировал, не получив очков                                      |
| НКЛ | Финишировал, но не попал в финальную классификацию                 |
| 15 | Участвовал вне зачёта, либо по отдельной классификации             |
| 18 | Не финишировал, но попал в финальную классификацию                 |
| Сход | Не финишировал                                                     |
| НКВ | Не прошёл квалификацию                                             |
| НПКВ | Не прошёл предквалификацию                                         |
| ДСК | Дисквалифицирован                                                  |
| ИСК | Исключён из протокола соревнований                                 |
| ТТ | Заявлен для участия только в тренировках                           |
| НС | Участвовал в квалификации, но не стартовал в гонке                 |
| Т | Травмирован или болен                                              |
| ОТК | Отказ от участия                                                   |
| НТР | Прибыл на соревнования, но на трассу не выезжал                    |
| НПР | Был заявлен в числе участников, но не прибыл к началу соревнований |
| О | Соревнования отменены                                              |
| | Не участвовал                                                      |
| Поул-позиция |                                                                    |
| Быстрый круг |                                                                    |